# Иберийски вълк
Иберийските вълци (Canis lupus signatus) са подвид на вълците, бозайници от семейство Кучеви (Canidae).
Ендемит са за Пиренейски полуостров, където се срещат в неговата северозападна част – северозападна Испания и северна Португалия. В областта днес живеят 2200 – 2700 екземпляра, които са изолирани от смесване с други популации на вълци в продължение на повече от век.
Таксонът е описан за пръв път от Анхел Кабрера през 1907 година.